# ああ、慈愛深い父
「ああ、慈愛深い父」（ああ、じあいぶかいちち、朝鮮語: 아 자애로운 어버이）は金正恩総書記を歌った朝鮮民主主義人民共和国のプロパガンダソング（歌謡曲）である。

## 概要
ああ、慈愛深い父は2019年に創作され、朝鮮中央テレビやラジオで放送されている。北朝鮮の国外向けラジオ放送、朝鮮の声放送の日本語放送では「ああ、優しい父」の曲名でたびたび放送される。